# Kamalak
Die Kinderorganisation Kamalak ist eine nationalistische Organisation unter den Jugendlichen in Usbekistan, die soziale Projekte zur Förderung der Talente und Begabungen von Schülern im Alter von zehn bis achtzehn Jahren auf der Grundlage der Prinzipien Freiwilligkeit, Transparenz, Gleichheit von Rechten und Pflichten umsetzt und vereint.

## Aufgabe
Das Hauptziel der Tätigkeit der Organisation ist es, Kinder zu treuen Kindern des Vaterlandes und perfekten Menschen auf der Grundlage des nationalen Ideals zu erziehen, ihre Rechte und Interessen zum Ausdruck zu bringen und zu schützen und Bedingungen für die Manifestation und Entwicklung ihrer Talente und Fähigkeiten zu schaffen.

## Aktivität
Die Organisation führt ihre Aktivitäten auf der Grundlage der Verfassung und der Gesetze der Republik Usbekistan, der Konvention über die Rechte des Kindes, der Charta der Jugendunion Usbekistans und der Charta der Organisation durch. Die Organisation hat ihre Strukturen in der Republik Karakalpakstan, allen Regionen, Taschkent-Städten.

## Motto
Das Hauptmotto der Organisation: „Für die Heimat, Freundschaft und glückliche Kindheit!“

## Projekte

### Konferenz
Kamalak veranstaltet jedes Jahr eine traditionelle Tagung unter dem Motto „Für das Vaterland, Freundschaft und glückliche Kindheit“. Im Rahmen der Konferenz werden die republikanischen Etappen von Wettbewerben wie „Yil sardori“, „Eng namunali hududiy sardorlar kengashi“ und „Kamalak bilimdonlari“ ausgetragen.

### Kinderliga
Um den Kinderfußball gemeinsam mit Partnerorganisationen weiterzuentwickeln und einen gesunden Lebensstil unter ihnen zu fördern, wird der Sportwettbewerb „Bolalar ligasi“ durchgeführt.

### Schöne Ferien
Kamalak organisiert das Kindercamp „Alo tatil“ mit der Teilnahme von Kapitänen und talentierten Kindern. Im Rahmen des Projekts werden sportliche Wettkämpfe, kulturelle Veranstaltungen, Seminare und Schulungen von qualifizierten Fachkräften für die Teilnehmer organisiert. Dieses Projekt wird jedes Jahr im Erholungszentrum „Jugend“ im Stadtteil Bostonliq organisiert.

### Republikanisches Führerforum
Das Republican Forum of Leaders wird abgehalten, um die Aktivitäten der Mitglieder des Council of Leaders systematisch zu organisieren, die Umweltkultur unter ihnen zu entwickeln und die Arbeit zur Erhaltung der Natur zu entwickeln. Das 2. Forum der republikanischen Führer wurde in Buchara organisiert. Während des Forums, der 8. Vorstandssitzung der Kinderorganisation Kamalak, der Wahl der republikanischen Führer, des Denkspiels „Diskussion“, „Zu Gast im Regenbogen“ und der Projekte „Ecopatrol“, „Saubere Fläche“ und „Wir werden Bäume mit Begeisterung pflanzen“ wurden Aktionen organisiert.

## Privilegien
Beschluss Nr. 914 des Ministerkabinetts der Republik Usbekistan „Über die Gewährung von Privilegien für aktive Mitglieder der Jugendunion Usbekistans beim Eintritt in Hochschuleinrichtungen“. Dieses Privileg können auch aktive Kapitäne der Kinderorganisation „Kamalak“ nutzen.